# 세르게이 제뇨브
세르게이 제뇨브(에스토니아어: Sergei Zenjov, 1989년 4월 20일 ~ )는 에스토니아의 프로 축구 선수로, 메이스트릴리가 클럽 플로라와 에스토니아 국가대표팀에서 공격수로 활약하고 있다. 제뇨브는 에스토니아 외에도 잉글랜드, 우크라이나, 러시아, 폴란드, 아제르바이잔, 카자흐스탄에서 활약한 바 있다.

## 구단 경력

### TVMK
2006년 7월, 제뇨브는 메이스트릴리가 클럽 TVMK와 계약했다. 그는 7월 23일, 레바디아와의 원정 경기에서 1-3으로 패한 경기에서 클럽 데뷔 전을 치렀다.

### 카르파티 르비우
2008년 2월, 제뇨브는 우크라이나 프리미어리그 클럽 카르파티 르비우와 5년 계약을 체결했다. 그는 2008년 3월 1일, 하르키우와의 홈 경기에서 1-0으로 승리하며 우크라이나 프리미어리그에서 데뷔했다. 2008년 7월 27일, 제뇨브는 샤흐타르 도네츠크와의 홈 경기에서 카르파티 르비우를 위해 첫 골을 넣었다.
제뇨브는 2010-11년 UEFA 유로파리그 예선에서 두 골을 넣었다. 그는 2010년 9월 16일, 보루시아 도르트문트와의 홈 경기에서 3-4로 패한 경기에서 유로파리그 데뷔 전을 치렀다.

### 블랙풀
2014년 7월 3일, 제뇨브는 EFL 챔피언십 클럽 블랙풀과 1년 계약을 체결했다. 그는 8월 9일, 노팅엄 포리스트와의 원정 경기에서 0-2로 패한 경기를 시작으로 클럽 데뷔 전을 치렀다. 2014년 12월 2일, 제뇨브는 계약을 해지하기로 상호 합의한 후 블랙풀을 떠났다.

### 토르페도 모스크바
블랙풀을 떠난 후, 제뇨브는 2015년 1월 12일, 러시아 프리미어리그 클럽 토르페도 모스크바와 2년 반 계약을 체결했다. 그는 2015년 3월 9일, 암카르 페름과의 원정 경기에서 0-0 무승부를 기록하며 러시아 프리미어리그 데뷔 전을 치렀다.

### 게벨레
2015년 6월 16일, 제뇨브는 2년 계약으로 아제르바이잔 프리미어리그 클럽 게벨레에 합류했다. 그는 2015년 7월 2일, 디나모 트빌리시와의 2015-16년 UEFA 유로파리그 예선 1차전에서 1-2로 패배하며 클럽 데뷔 전을 치렀다. 2016년 3월 19일, 제뇨브는 가라바흐의 원정 경기에서 1-2로 패한 경기에서 게벨레의 500번째 골을 넣었다.

### 크라코비아
2017년 6월 27일, 제뇨브는 엑스트라클라사 클럽 크라코비아와 1년 계약을 체결했다. 그는 2017년 7월 15일, 크라코비아의 2017-18년 시즌 첫 경기에서 엑스트라클라사 데뷔 전을 치렀고, 피아스트 글리비체와의 홈 경기에서 1-1 무승부를 기록했다.

## 국가대표팀 경력
제뇨브는 2005년 에스토니아 U-17 국가대표팀에서 유소년 경력을 시작했다. 또한 U-19와 U-21 국가대표팀에서도 활약했다.
제뇨브는 2008년 8월 20일, 몰타와의 친선 경기에서 2-1로 승리하며 에스토니아 국가대표팀으로 데뷔했다. 그는 2008년 9월 6일, 벨기에와의 2010년 FIFA 월드컵 예선 경기에서 2-3으로 패한 두 번째 국가대표 경기에서 첫 국제 골을 넣었다.
2022년 9월 23일, 그는 몰타와의 UEFA 네이션스리그 경기에서 에스토니아를 대표하여 100번째 경기를 치렀다.